# Isabelle Demongeot
Isabelle Demongeot (18 de septiembre de 1966) es una tenista profesional francesa retirada de la actividad. Inició su carrera como profesional el 1 de mayo de 1983. Ganó su único título WTA en sencillos en Purchase, New York en 1991. Su mejor presentación en un Grand Slam fue la cuarta ronda del abierto de Wimbledon en 1986. Ganó un total de nueve títulos de WTA en la categoría dobles. Su mejor presentación en un Grand Slam en esa categoría fue el avance a cuartos de final de Roland Garros junto a Nathalie Tauziat en 1987 y 1992. También representó a su país entre 1985 y 1993 en la Fed Cup y en 1988 y 1992 en los Juegos Olímpicos. Se retiró en 1996.

## Finales de WTA

### Sencillos 1 (1–0)
| Leyenda                     |
| --------------------------- |
| Torneos de Grand Slam (0/0) |
| Campeonatos de WTA (0/0)    |
| Virginia Slims (0/0)        |
| Tier I (0/0)                |
| Tier II (0/0)               |
| Tier III (0/0)              |
| Tier IV & V (1/0)           |

| Resultado | No. | Fecha               | Torneo          | Superficie | Oponente en la final | Marcador en la final |
| Campeona  | 1.  | 22 de julio de 1991 | Westchester Cup | Dura       | Lori McNeil          | 6–4, 6–4             |

### Dobles 13 (9–4)
| Leyenda                     |
| --------------------------- |
| Torneos de Grand Slam (0/0) |
| Campeonatos WTA (0/0)       |
| Virginia Slims (1/0)        |
| Tier I (1/0)                |
| Tier II (0/0)               |
| Tier III (1/1)              |
| Tier IV & V (6/3)           |

| Resultado | No. | Fecha                    | Torneo          | Superficie   | Compañera         | Oponentes en la final                   | Marcador en la final    |
| Campeona  | 1.  | 28 de septiembre de 1987 | París           | Arcilla      | Nathalie Tauziat  | Sandra Cecchini Sabrina Goleš           | 1–6, 6–3, 6–3           |
| Campeona  | 2.  | 9 de mayo de 1988        | Berlín          | Arcilla      | Nathalie Tauziat  | Claudia Kohde-Kilsch Helena Suková      | 6–2, 4–6, 6–4           |
| Finalista | 1.  | 11 de julio de 1988      | Niza            | Arcilla      | Nathalie Tauziat  | Catherine Suire Catherine Tanvier       | 6–4, 4–6, 6–2           |
| Campeona  | 3.  | 17 de octubre de 1988    | Zürich          | Alfombra (i) | Nathalie Tauziat  | Claudia Kohde-Kilsch Helena Suková      | 6–3, 6–3                |
| Finalista | 2.  | 24 de octubre de 1988    | Brighton        | Alfombra (i) | Nathalie Tauziat  | Lori McNeil Betsy Nagelsen              | 7–6(7–5), 2–6, 7–6(7–4) |
| Campeona  | 4.  | 1 de mayo de 1989        | Hamburgo        | Arcilla      | Nathalie Tauziat  | Jana Novotná Helena Suková              | walkover                |
| Campeona  | 5.  | 5 de agosto de 1991      | Albuquerque     | Dura         | Katrina Adams     | Lise Gregory Peanut Louie Harper        | 6–7(2–7), 6–4, 6–3      |
| Finalista | 3.  | 23 de septiembre de 1991 | San Petersburgo | Alfombra (i) | Jo Durie          | Elena Brioukhovets Natalia Medvedeva    | 7–5, 6–3                |
| Campeona  | 6.  | 30 de septiembre de 1991 | Leipzig         | Alfombra (i) | Manon Bollegraf   | Jill Hetherington Kathy Rinaldi-Stunkel | 6–4, 6–3                |
| Campeona  | 7.  | 13 de abril de 1992      | Pattaya         | Hard         | Natalia Medvedeva | Pascale Paradis Sandrine Testud         | 6–1, 6–1                |
| Campeona  | 8.  | 20 de abril de 1992      | Kuala Lumpur    | Dura         | Natalia Medvedeva | Rika Hiraki Petra Langrová              | 2–6, 6–4, 6–1           |
| Campeona  | 9.  | 1 de febrero de 1993     | Auckland        | Dura         | Elna Reinach      | Jill Hetherington Kathy Rinaldi         | 6–2, 6–4                |
| Finalista | 4.  | 25 de abril de 1994      | Taranto         | Arcilla      | Sandra Cecchini   | Irina Spîrlea Noëlle van Lottum         | 6–3, 2–6, 6–1           |